# She's the One (canção de Hank Ballard)
"She's the One" é uma canção rhythm and blues escrita por Hank Ballard e gravada primeiramente por seu grupo The Midnighters.  Originalmente lançada pela Federal Records como Lado-B do sucesso R&B número 1, "Annie Had a Baby", foi relançada como Lado-A (Federal 12205) mais tarde no mesmo ano.
Marva Whitney gravou a canção, com um novo título "He's the One", para seu álbum de 1969, produzido por James Brown, It's My Thing. Sua versão foi lançada como single no ano seguinte. O próprio Brown gravou a música mais ou menos na mesma época, mas sua versão permaneceu inédita até 1988, quando foi lançada como single no Reino Unido e alcançou o número 45 da parada UK Singles Chart. Também aparece na compilação  Motherlode, lançada também em 1988.